# Храм Троицы Живоначальной в Хохлах
Храм Живонача́льной Тро́ицы в Хохлах (в Хохловке, в Старых Садех) — православный храм в Басманном районе Москвы, в восточной части Белого города. Относится Богоявленскому благочинию Московской епархии Русской православной церкви.
Главный престол освящён в честь Святой Троицы, приделы — в честь Владимирской иконы Божией Матери и во имя Димитрия Ростовского.

## История

### История местности
Храм находится в старинном урочище «Хохловка», где первоначально (с XVII века) селились днепровские казаки после вступления Войска Запорожского в русское подданство в 1654 году. Здесь в XVIII веке стоял двор гетмана Войска Запорожского обеих сторон Днепра — Ивана Мазепы.
Местность здесь была очень живописная. В центре района возвышался холм, который пересекала речка Рачка (в XVIII веке она была спрятана в трубу). В XV веке Василий I построил здесь свой летний дворец с домо́вой церковью, освящённой во имя святого князя Владимира. На склонах холма были разбиты знаменитые княжеские сады с роскошными фруктовыми деревьями (отсюда второе прозвище храма — «в Старых Садех»). Рядом с садами были расположены государевы конюшни. На конном дворе был построен деревянный храм во имя святых мучеников Флора и Лавра. После строительства по соседству с конюшнями загородного дома митрополита Московского (в Трёхсвятительском переулке) к храму Флора и Лавра пристроили домовый митрополичий храм во имя Трёх Святителей Вселенских, известный в настоящее время как храм Трёх Святителей на Кулишках.

### Строительство храма

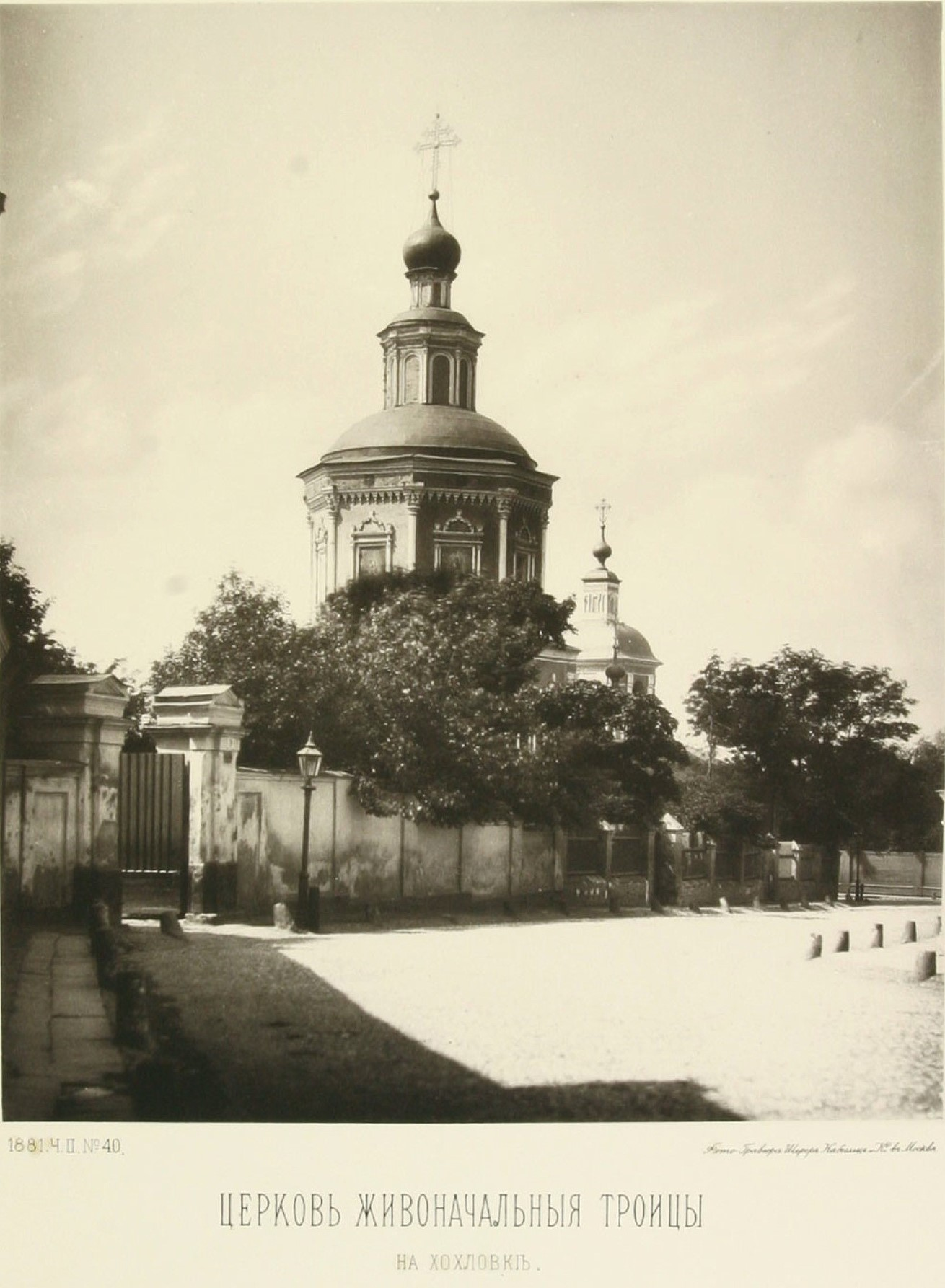
Храм в 1881 году. Фотография из альбома Николая Найдёнова

Первое упоминание — в «Сигизмундовом плане» в 1610 году. Храм известен с 1625 года. Каменный храм значится в 1657 году.
В 1696 году жена окольничего Евдокия Чирикова (дочь Абрама Лопухина) построила существующий храм — по обету в память дочери Неонилы. В середине XVIII века в храме был устроен необычный, покрытый серебром иконостас с резьбой, изображающей складки тканей, спускающихся книзу. К тому же времени относились иконы и паникадило.
В 1790 году храм был обновлён. В начале XIX века была заново выстроена апсида.

### Советский период
После закрытия храм долго стоял разорённый и обезглавленный.
В середине 1970-х годов началась реставрация. Основной объём здания, наличники и ажурный крест были восстановлены в 1983 году.
В 1980 году перестроенные помещения храма были заняты Институтом геофизики, в 1990 году — Инженерно-информационный центр ВНИИПК техоргнефтегазстроя.

### Возрождение храма

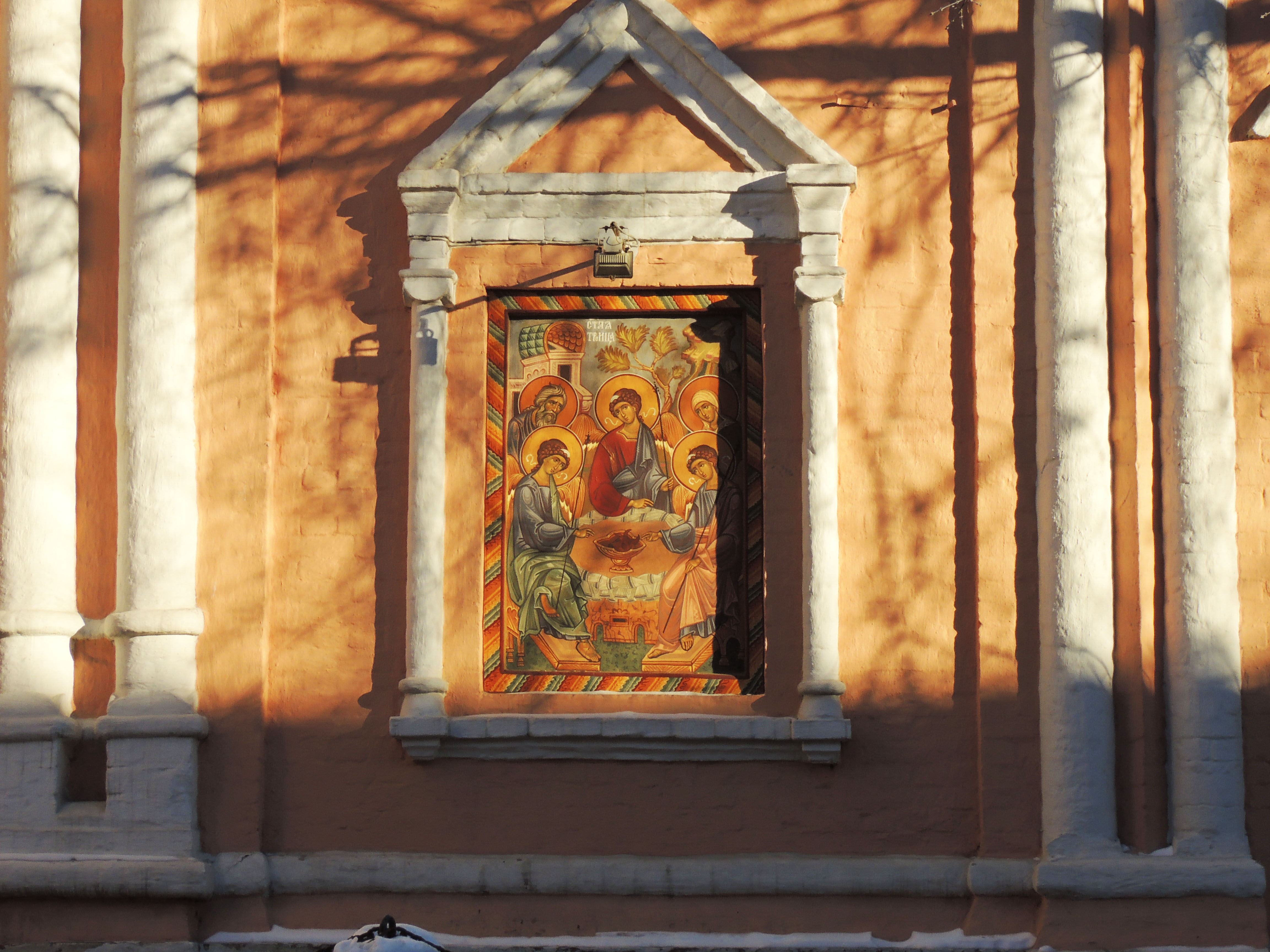
Икона Святой Троицы на стене храма у ворот

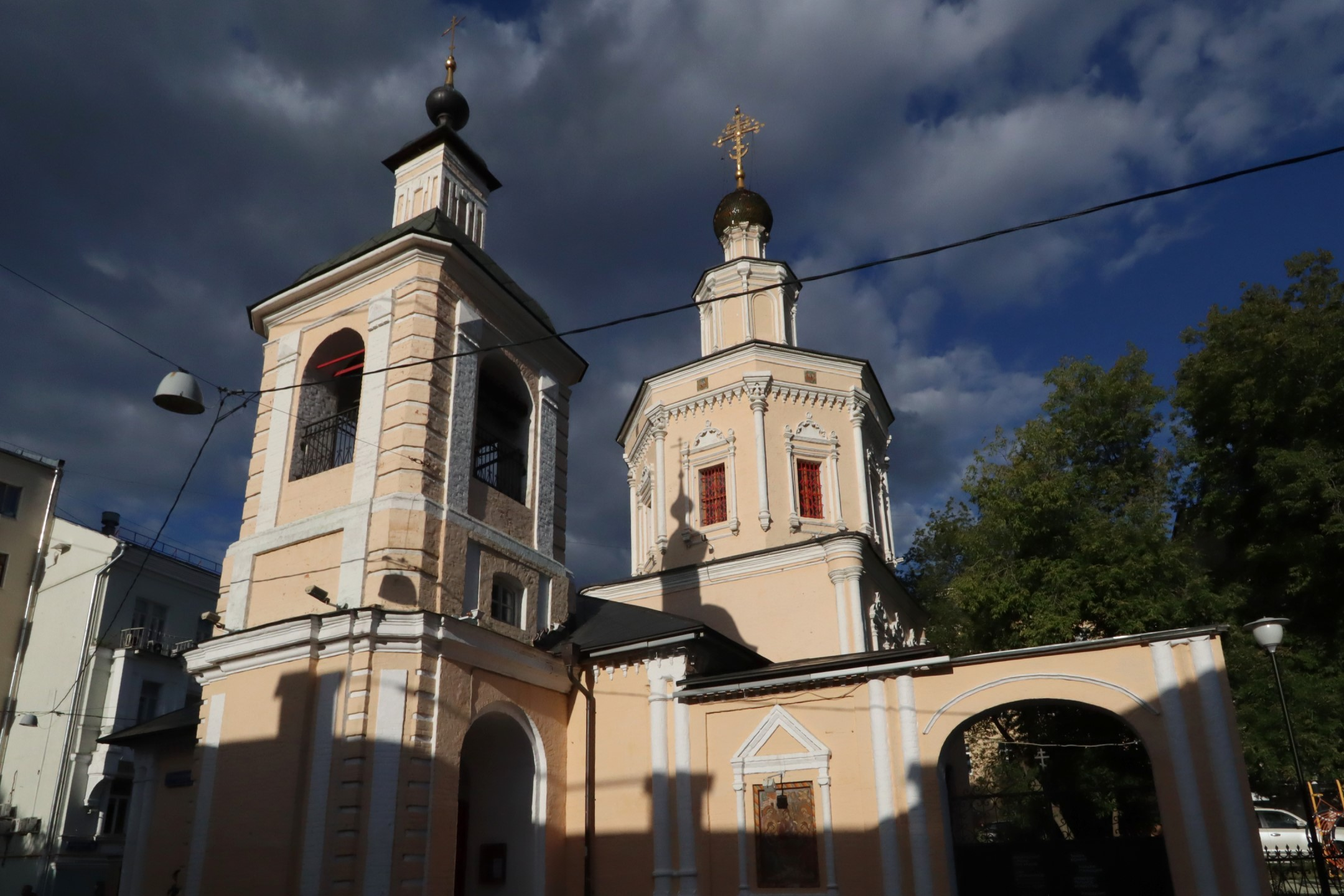
Храм Св. Троицы в Хохлах, вид с запада.

В 1992 году храм был возвращён Русской православной церкви и передан Братству святого Владимира. Устроен новый иконостас, идут постоянные богослужения.
В течение нескольких недель в храме пребывала мироточивая икона страстотерпца Николая II.
В 2010 году праздновалось четырёхсотлетие храма. В честь этого события была организована фотовыставка и другие памятные мероприятия.
31 октября 2010 года Патриарх Московский и всея Руси Кирилл совершил чин Великого освящения храма.

## Приход
В 2000-х годах приход храма насчитывает около двухсот человек. Значительную часть прихожан составляют лица, принявшие крещение в Грузинской Православной Церкви.
В храме служат трое священников и один диакон:
- протоиерей Андрей Ткачёв — с 5 января 2024 года[6];

(прежде протоиерей Алексий Уминский, настоятель в 1993—2024 годах);
- протоиерей Николай Лызлов;
- иерей Александр Гумеров, сын архимандрита Иова (Гумерова);
- протодиакон Андрей Горбунов (с начала 1990-х до своей смерти в 2021 году).

Кроме того, по праздничным и воскресным дням до 2024 года служение в храме нес иподиакон — чтец Александр Дворкин.
Проводятся собрания прихожан. Традиционно после воскресных и праздничных литургий проходят общие трапезы, а после них беседы на актуальные темы и концерты. Организуются творческие вечера и ярмарки. После субботних всенощных бдений собирается евангельский кружок.
Клир и прихожане храма помогают заключённым, передавая им одежду и книги.
Действует регулярно обновляемый интернет-сайт храма, на котором публикуются научные, богословские и творческие работы клириков и прихожан храма.

## Реликвии храма
В антиминс Троицкого алтаря вложена частица мощей сщмч. Иоанна Рижского (Поммера). В антиминс Владимирского алтаря вложена частица мощей прп. Иоанна Грека. Чтимые храмовые образа: икона Божией Матери «Взыскание погибших», икона Собора Оптинских старцев с частицами мощей, икона прп. Сергия Радонежского, иконы с частицами мощей, расположенные в алтаре храма.

## Святые, связанные с храмом
- Великая княгиня Елизавета Фёдоровна — на первом этаже двухэтажного дома причта по плану 1910 г. 5 светлых комнат отводились для «денного приюта Ея имп. выс. Елизаветы Фёдоровны»[8].
- Святитель Филарет Московский — лично освятил антиминс Троицкого предела дореволюционного храма[8], благословил отца-настоятеля Алексия Беляева преподавать Закон Божий в доме Межевой канцелярии в Константиновском межевом училище и дал разрешение отремонтировать алтарь и купол храма в 1824 г.[9]
- Митрополит Иннокентий (Вениаминов) — по его указу с 1873 г. при храме за малоприходством вновь утвердили двухштатный причт, состоящий из священника и псаломщика[9].
- Патриарх Тихон — в январе 1921 г. наградил настоятеля храма, отца Николая Успенского, наперсным крестом, а в 1923 г. распорядился наградить палицей уже другого настоятеля, протоиерея Димитрия Муравейского[9] (отца гидролога С. Д. Муравейского).